# الدوري الأمريكي لكرة السلة للمحترفين 2009–10
الدوري الأمريكي لكرة السلة للمحترفين 2009–10 (بالإنجليزية: 2009–10 NBA season)‏ هو موسم من الرابطة الوطنية لكرة السلة. أقيم خلال الفترة 27 أكتوبر 2009 وحتى 17 يونيو 2010، وأشرف على تنظيمه الرابطة الوطنية لكرة السلة، وفاز فيه لوس أنجلوس ليكرز.